# Football Club Olympique Eischen
Le Football Club Olympique Eischen est un ancien club de football luxembourgeois basé à Eischen, fondé en 1917 et disparu en 2007.

## Historique
Le Football Club Olympique Eischen est fondé en 1917. Il prend le nom de FK Eischen en 1940 avant de reprendre son nom d'origine en 1944.
Il dispute sa première saison de première division du Championnat du Luxembourg en 1980-1981, terminant septième. Lors de cette même saison, le FC Olympique Eischen perd la finale de la Coupe du Luxembourg. Relégué à l'issue de la saison 1982-1983 après une onzième place au classement, le club revient immédiatement dans l'élite en 1984-1985. Sa dernière apparition en première division a lieu lors de la saison 1988-1989.
Le club fusionne avec le CS Hobscheid en 2007 pour former l'Alliance Aischdall Eischen/Hobscheid.

## Palmarès
- Coupe du Luxembourg de football
  - Finaliste : 1981